# Nombre 198
El nombre 198 (CXCVIII) és el nombre natural que segueix el nombre 197 i precedeix el nombre 199.
La seva representació binària és 11000110, la representació octal 306 i l'hexadecimal C6.
La seva factorització en nombres primers és 2×3²×11; altres factoritzacions són 1×198 = 2×99 = 3×66 = 6×33 =9×22 = 11×18.
Es pot representar com a la suma de dos nombres primers consecutius: 97 + 101 = 198; és un nombre 4-gairebé primer: 11 × 3 × 2 × 3 = 198.